# Wasserbehälter (Hundsangen)

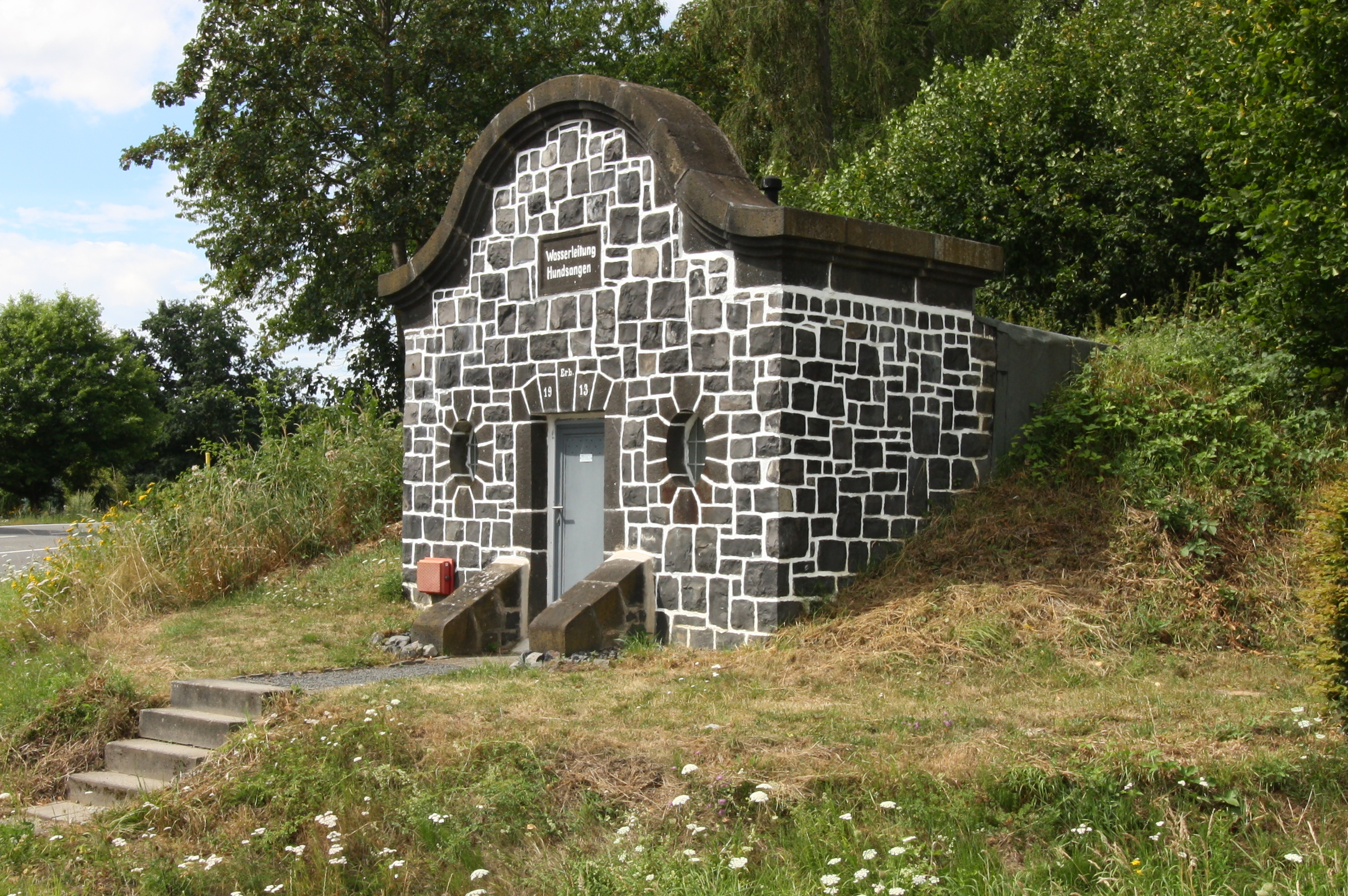
Wasserbehälter in Hundsangen

Der Wasserbehälter in Hundsangen, einer Ortsgemeinde im Westerwaldkreis in Rheinland-Pfalz, wurde 1913 errichtet. Der Wasserbehälter nordwestlich des Ortes an der Bundesstraße 8 ist ein geschütztes Kulturdenkmal.
Der Bau aus Basaltmauerwerk ist mit der Jahreszahl 1913 bezeichnet. Der geschwungene Giebel, die zwei kleinen Rundfenster und die unregelmäßigen Hausteine mit weißen Verfugungen geben dem Bauwerk ein charakteristisches Aussehen.